# Naturschutzgebiet Eschmecke-Hückenstein

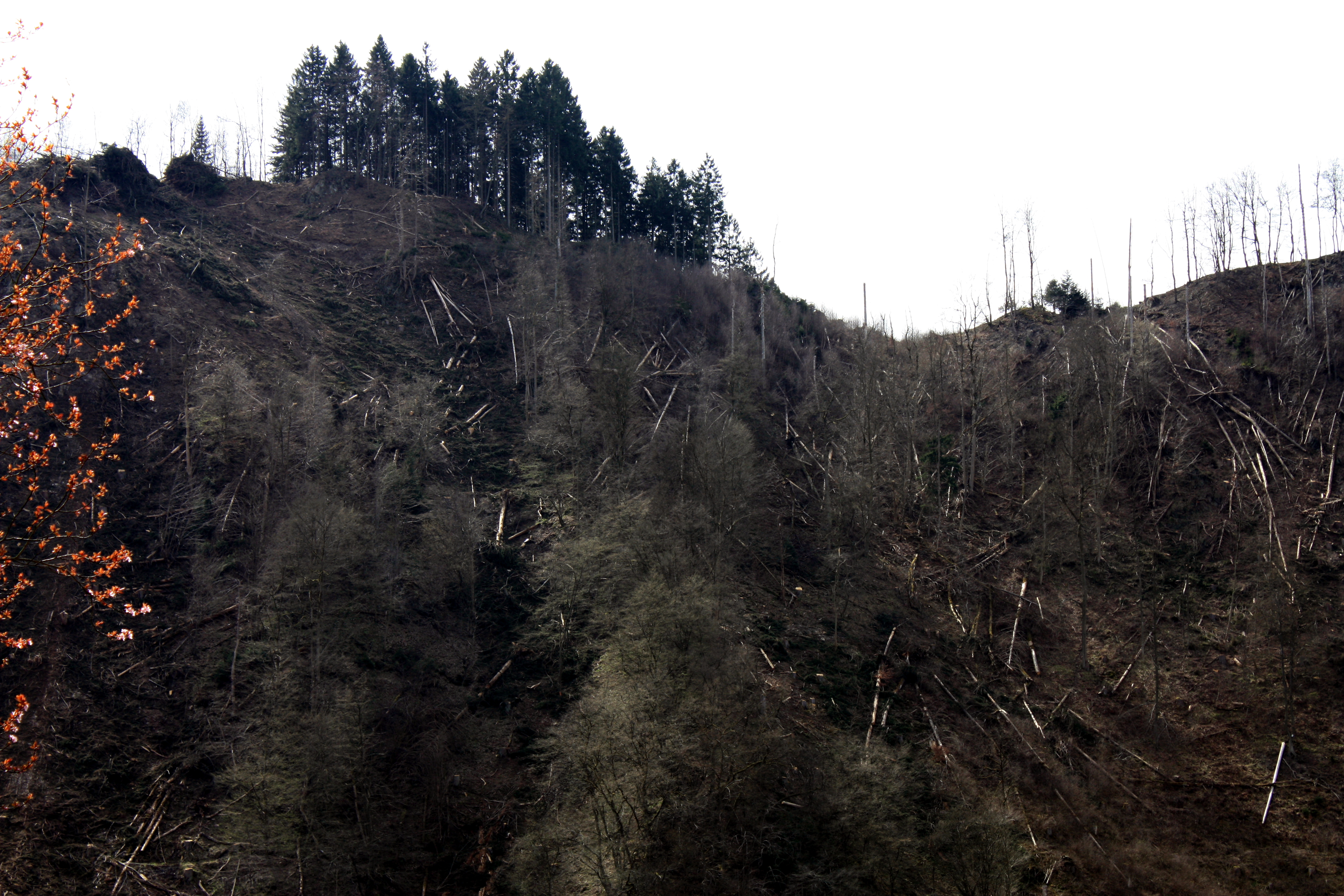
Naturschutzgebiet Eschmecke-Hückenstein

Das Naturschutzgebiet Eschmecke-Hückenstein ist ein 28,5 ha großes Naturschutzgebiet (NSG) westlich von Werdohl im Märkischen Kreis in Nordrhein-Westfalen. Das Gebiet wurde 2004 von der Bezirksregierung Arnsberg per Verordnung als NSG ausgewiesen. Es liegt auf der Westseite der Lenne (Ruhr).

## Gebietsbeschreibung
Bei dem NSG handelt es sich um artenreiche Hangmischwälder auf den zur Lenne hin exponierten, felsreichen Steilhängen. Beim Wald handelt es sich um Hainsimsen-Rotbuchenwälder, Bach-Erlen-Eschenwälder, Schluchtwald und Hangmischwälder. Es befinden sich auch naturnahe Quellbereiche, Bach- und Talabschnitte im NSG. Im NSG treten an verschiedenen Stellen Felsen und Klippen zu Tage.